# Patrick Green
 (janvier 2015).
Patrick Green né Patrick Grunapfel dans le 18e arrondissement de Paris, est un chansonnier et humoriste français.

## Biographie
À partir de 1974, il forme un duo d'humoristes avec Olivier Lejeune ; ensemble ils écrivent la parodie Pot pour rire Monsieur le Président, produite par Paul Lederman,. Ensuite, ils rencontrent un grand succès avec en face B Les deux folles. En 1975 paraît Et avec les oreilles Monsieur le Président, une suite à leur première parodie politique. 
Patrick Green additionne à ses cachets de comédien ses gains de joueur de poker - tricheur - et ses filouteries bancaires. Mettant à profit ses cours de théâtre à l'école de la Rue Blanche, il souscrit des prêts bancaires sous de fausses identités. Il est arrêté en 1987. Il s'évade du palais de justice et part en cavale durant quatre ans. Il raconte en 1997 dans son autobiographie Easy Money avoir commis ces escroqueries pour maintenir son train de vie. 
Il travaille dans les années 1990 comme scout pour Jean-Luc Brunel. Il reste en contact avec ce dernier et lui écrit des lettres quand Brunel est emprisonné en 2021-2022 pour plusieurs enquêtes pour viols, harcèlement, et participation à un réseau de trafic sexuel de mineurs en lien avec l'affaire Epstein.

## Discographie
45 tours, avec Olivier Lejeune
- 1974 : Pot pour rire M. le Président (face A) / Les deux folles (face B)
- 1975 : Et avec les oreilles M. le Président (face A) / Valy et Gros Mittet (face B)
- 1981 : Pot pour rire M. le Président 1981 (face 1)
- 1984 : en solo : "Plus en crise que nous tu meurs" (face A)/"la carte de restaurant" (face B)